# Tónus (nyelvészet)

A kínai nyelv tónusai. Sorrendben: normál (ā), emelkedő (á), eső-emelkedő (ǎ), eső (à)

A harmadik tónus alakja 1., 2. és 4. tónus előtt (másik 3. tónus előtt 2. tónusúnak hangzik) – ez egyben a szandhi példája is

A tonalitás (más néven szóhanglejtés vagy zenei hangsúly) azt a sajátosságot jelenti, hogy egy-egy szótag kiejtésének hangmagassága, illetve annak változása jelentésmegkülönböztető szereppel bír.
Az intonáció (hanglejtés) számos nyelvben kifejezhet hangsúlyt, nyomatékot, szembeállítást, kérdést, felkiáltást, érzelmi viszonyulást stb., a tonális nyelvek (avagy politón nyelvek) azonban szótári szavakat különböztetnek meg velük: eltérő lesz például egy szó jelentése, ha közepes, mély, magas, ereszkedő vagy emelkedő hangfekvésben ejtik ki. Az ilyen esetekben a tónust, mivel jelentést különböztet meg (akár a fonéma), tonémának is nevezik.
A kínaiban például a ma szótag egyenletesen magas hanglejtéssel ejtve ’anyá’-t (妈/媽) jelent (pinjin átírással: mā), emelkedő hanglejtéssel ejtve (má) ’kender’-t （麻）, eső-emelkedő hanglejtéssel (mǎ) ’ló’ (马/馬) a jelentése, hirtelen eső hanglejtéssel (mà) pedig annyit jelent: ’szid’ (骂/罵). Létezik egy tónus nélküli kiejtése is, amely a mondat végén a kérdést jelöli: ma (吗/嗎).
A hanglejtésükben eltérő szótagokat vagy szótagsorokat a tonális nyelvek beszélőinek agya különböző szavakként azonosítja, és e nyelvek beszélői között gyakoribb az abszolút hallás.

## Jelentősége
Egy tonális nyelvet beszélő ember számára a szótag tónusa olyan fontos információval bír, mint például a magyarul beszélőknek a magánhangzó: számukra legalább akkora kihívás a téves hanglejtés ellenére megérteni a kívánt szót, mint számunkra a kar hallatán a kár szót. 
Míg hasonló, csupán tónusban különböző esetek között – nem kevés erőfeszítéssel, türelemmel – talán eligazíthat a szövegkörnyezet, az egyazon jelentéskörbe tartozó szavaknál ez sem elegendő. Kína két különálló tartományának neve például Shānxī és Shǎnxī. (Magyar átírása mindkettőnek Sanhszi lenne, de az utóbbit egy eseti eltéréssel Senhsziként különböztetik meg.) Az előbbi első szótagja magas tónusú, az utóbbi első szótagja viszont ereszkedő-emelkedő. Másfelől – kiejtés terén – szintén csak a tónus különbözteti meg a kínaiban a körte (梨子, lízi), a szilva (李子,  lǐzi) és a gesztenye (栗子, lìzi) nevét. 

## Elterjedése
A világ nyelveinek jelentős része tonális, például a kínai, a vietnámi, a thai nyelv, valamint számos más ázsiai és afrikai nyelv. A magyar és az indoeurópai nyelvek többsége azonban nem ilyen (a pandzsábit kivéve); némelyekben pedig csak korlátozottan érvényesülnek ilyen vonások (pl. litván, szlovén, szerbhorvát, limburgi, svéd, norvég nyelv).

## Fajtái
A tónus lehet állandó (magas, közepes vagy mély) vagy változó (emelkedő, ereszkedő, emelkedő-ereszkedő, ereszkedő-emelkedő stb.).
A lehetséges tónusok (tonémák) száma az egyes nyelvekben kettő és hat között változik (egyes források szerint a kam-sui nyelvekben 15 tónus is előfordul).
 A „ma”  szótag kiejtése a kínaiban használt négy fő tónussal
- Hangminta négyszer négy példával Archiválva 2011. augusztus 20-i dátummal a Wayback Machine-ben

## Összevetés a magyarban meglévő hanglejtéssel
Tónusok ugyan nincsenek a magyarban, de könnyen közelíthetők oly módon, ha egyetlen szótagból álló mondatokat ejtünk különböző hanglejtéssel, illetve ha a beszédfolyamatból kiragadunk egyes szavakat, amelyek a mondat hanglejtését hordozzák.
| \| Tónus \| Közelítő példák a magyarból \| \| --------------- \| -------------------------------------- \| \| Normál tónus \| - Ő… \| \| Emelkedő tónus \| - Ő? - … [ott volt] ő, [aki]… \| \| Ereszkedő tónus \| - Ő. - Ő! - (Kér)tél? \| \| Magas tónus \| - Hát… [nem tudom] - (Si)ke(rült)? \| \| Mély tónus \| - Neeeem… [kizárt dolog] - (Sike)rült? \| | A mandarin kínai nyelvben meglévő négy tónus (lásd a mellékelt ábrát, illetve az előbbi hangmintát), pontosabban az ezeknek megfelelő hanglejtések például ilyen mondatokban fordulnak elő a magyarban: 1. Magas, szinttartó tónus – vö. félbehagyott kijelentés: „Lám…” (…ide jutottunk.) vagy „Hát…” (…nem sok értelmét látom.) 2. Középről emelkedő tónus – vö. reményteli kérdés: „Volt?” (Szinte biztosra véve az igenlő választ.) 3. Ereszkedő-emelkedő tónus – legtöbbször (1., 2. és 4. tónus előtt) aránylag mélyről a mélypontig ereszkedő, majd szinttartó változatban fordul elő – vö. érzelemmentes kijelentés: „Nincs.” 4. Hirtelen eső tónus – vö. felkiáltás vagy parancs: „Jaj!” vagy „Hé!” Az összevetés természetesen annyiban sántít, hogy a hanglejtés a tonális nyelvekben állandó jelleggel kötődik a szóhoz: az egyes szavak kiejtése minden körülmények között azonos, a beszélőnek a témához való viszonyulásától függetlenül. |
| Tónus | Közelítő példák a magyarból |
| Normál tónus | - Ő… |
| Emelkedő tónus | - Ő? - … [ott volt] ő, [aki]… |
| Ereszkedő tónus | - Ő. - Ő! - (Kér)tél? |
| Magas tónus | - Hát… [nem tudom] - (Si)ke(rült)? |
| Mély tónus | - Neeeem… [kizárt dolog] - (Sike)rült? |